# Horschtschyk
Horschtschyk (ukrainisch Горщик; russisch Горщик Gorschtschik, polnisch Horszczyk) ist ein Dorf in der ukrainischen Oblast Schytomyr mit etwa 1950 Einwohnern (2024).

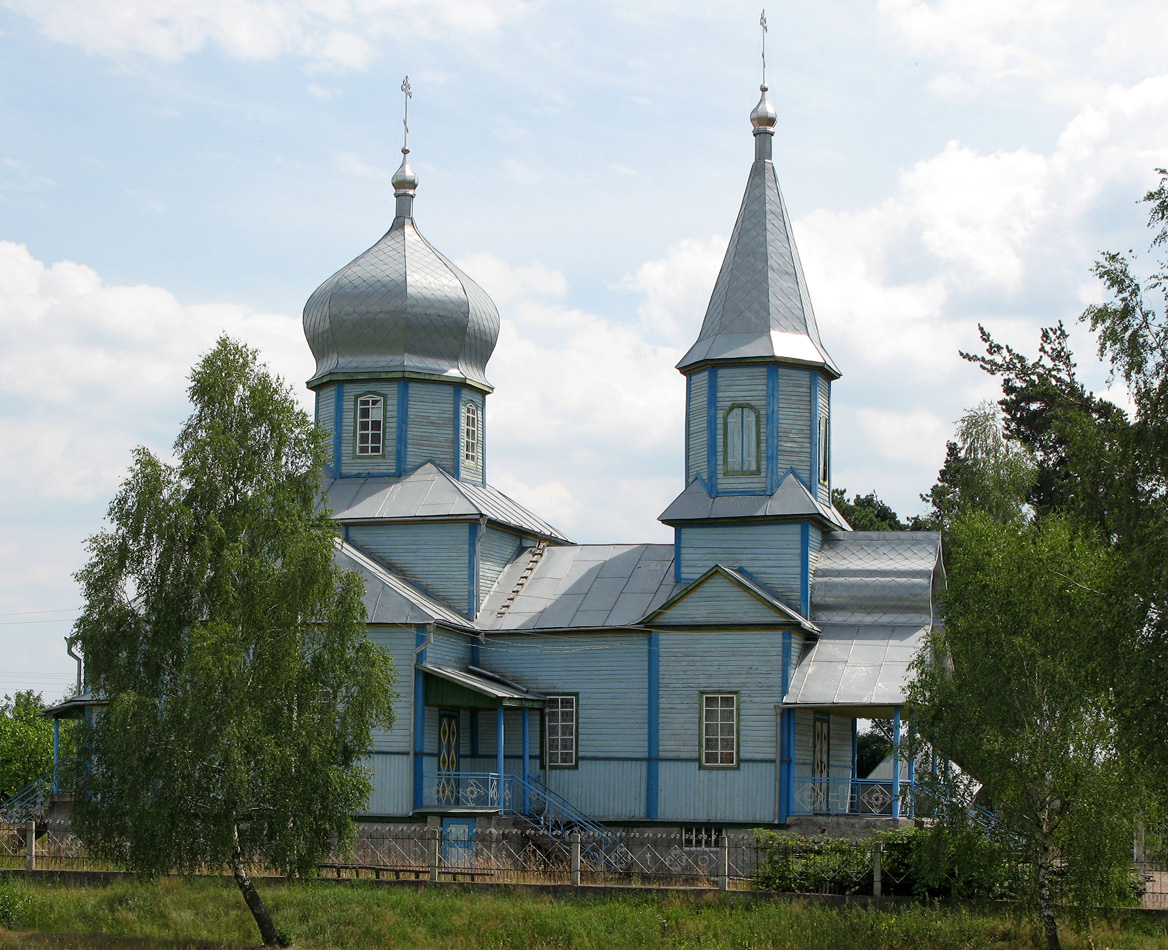
Orthodoxe St.-Nikolaus-Kirche in Horschtschyk

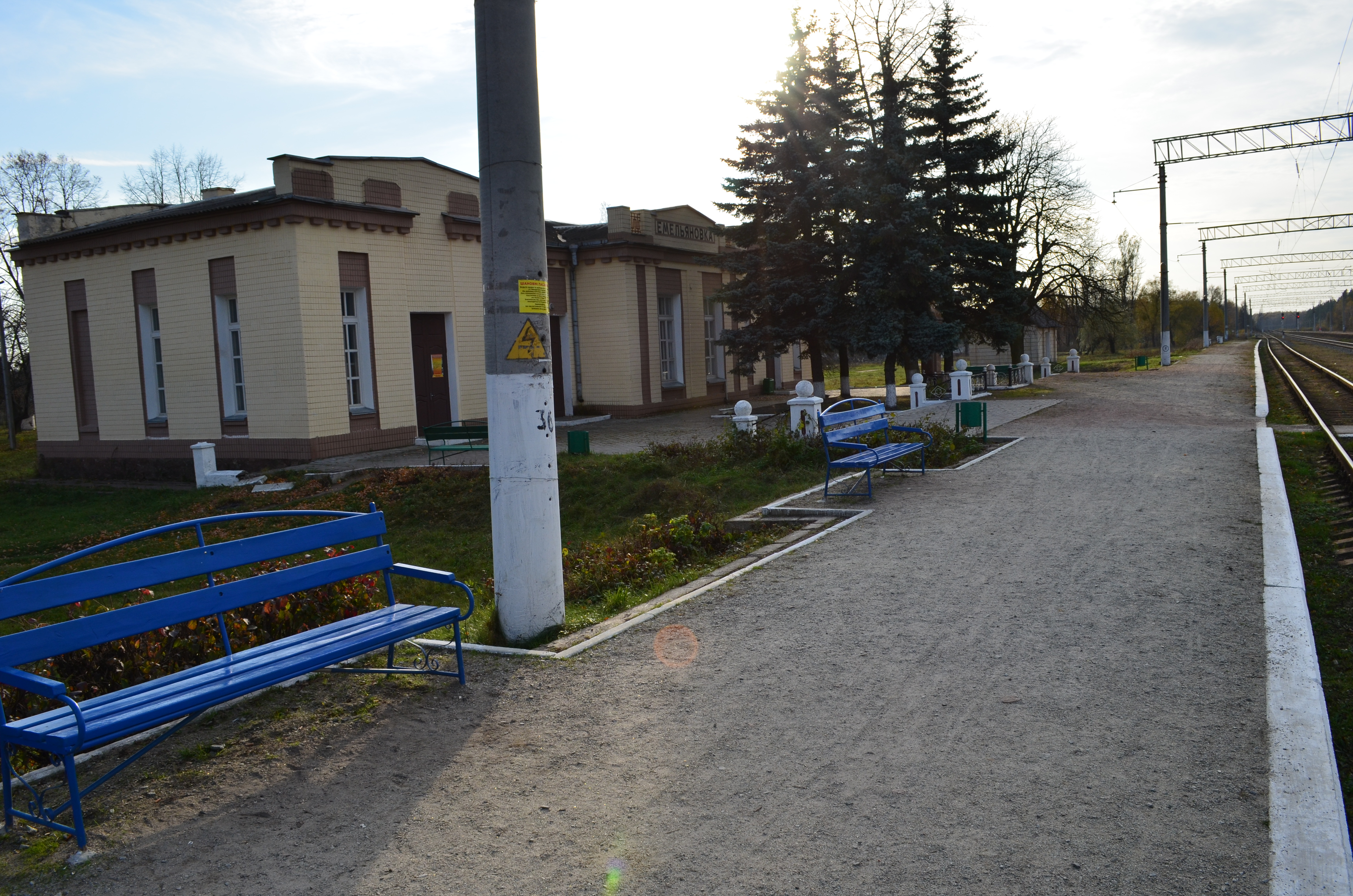
Bahnstation beim Dorf

Das erstmals 1703 schriftlich erwähnte Dorf (eine weitere Quelle nennt die zweite Hälfte des 19. Jahrhunderts als Gründungsdatum) liegt auf einer Höhe von 202 m 29 km westlich vom Rajonzentrum Korosten und 90 km nördlich vom Oblastzentrum Schytomyr. In Horschtschyk befindet sich an der Bahnstrecke Kelmenzi–Kalinkawitschy die Bahnstation Omeljaniwka (Омелянівка). Nördlich vom Dorf verläuft, in 3 km Entfernung, die Regionalstraße P–49.

## Verwaltungsgliederung
Am 22. Juli 2016 wurde das Dorf zum Zentrum der neugegründeten Landgemeinde Horschtschyk (ukrainisch Горщиківська сільська громада/Horschtschkiwska silska hromada), zu dieser zählen auch noch die 9 in der untenstehenden Tabelle aufgelisteten Dörfer, bis dahin bildete es zusammen mit den Dörfern Beresiwka, Pisky und Schupaniwka die gleichnamige Landratsgemeinde Horschtschyk (Горщиківська сільська рада/Horschtschkiwska silska rada) im Westen des Rajons Korosten.
Folgende Orte sind neben dem Hauptort Horschtschyk Teil der Gemeinde:
| Name                     | Name       | Name                    |
| ukrainisch transkribiert | ukrainisch | russisch                |
| ------------------------ | ---------- | ----------------------- |
| Beresiwka                | Березівка  | Берёзовка (Berjosowka)  |
| Borowyzja                | Боровиця   | Боровица (Borowiza)     |
| Dawydky                  | Давидки    | Давыдки (Dawydki)       |
| Druschbiwka              | Дружбівка  | Дружбовка (Druschbowka) |
| Krasnopil                | Краснопіль | Краснополь (Krasnopol)  |
| Pisky                    | Піски      | Пески (Peski)           |
| Schupaniwka              | Жупанівка  | Жупановка (Schupanowka) |
| Wyden                    | Видень     | Видень (Widen)          |
| Wyhiw                    | Вигів      | Выгов (Wygow)           |